# Nik Kershaw
Nicholas David "Nik" Kershaw (født 1. marts 1958 i Bristol, England) er en engelsk sanger, sangskriver, musiker og producer, der er bedst kendt for en række hits i 1980'erne. Blandt disse var I Won't Let the Sun Go Down on Me, der udkom i 1983 og var Kershaws allerførste single-udgivelse, samt Wouldn't It Be Good og The Riddle i 1984. Kershaw er af Sir Elton John blevet beskrevet som "the best songwriter of a generation"..

## Baggrund
Kershaw lærte først at spille guitar som teenager. I 1974 blev han optaget i bandet Half Pint Hogg, der udelukkende spillede Deep Purple-numre. Efter endt skoletid blev han medlem af bandet Fusion, med hvem han udgav sit første album, "Til I Hear From You" .
Siden 1983 har han udgivet i alt ni studiealbum under sit eget navn samt adskillige numre med andre musikere. Blandt dem Sir Elton John, der i 1985 inviterede Kershaw til at spille guitaren til sangen Nikita. I 1993 arrangerede Kershaw nummeret "Old Friend" til Elton Johns album "Duets". Et nummer han også selv deltog i. 1991 deltog han aktivt i indspilningen af Tony Banks' (Genesis) solo-album "Still", hvor Kershaw skrev, spillede og sang med på flere numre. 
Senere i 2010 deltog han i indspilningen af Kim Wildes album "Come Out and Play", hvor han blandt andet synger duet med Wilde på nummeret "Love Conquers All". 
Af andre musikere, der har haft gavn af Kershaws sangskrivning, er: Sir Cliff Richard, Bonnie Tyler, Lulu, Ronan Keating, Jason Donovan, Gary Barlow, Imogen Heap og Chesney Hawkes. For sidstnævnte skrev og arrangerede han hittet "The One and Only" i 1991.
I 2010 lavede Nik Kershaw titelsangen til Tony Hawks' film "Round Ireland With a Fridge".

## Diskografi

### Studiealbum
| År   | Album               |
| ---- | ------------------- |
| 1984 | Human Racing        |
| 1984 | The Riddle          |
| 1986 | Radio Musicola      |
| 1989 | The Works           |
| 1999 | 15 Minutes          |
| 2001 | To Be Frank         |
| 2006 | You've Got to Laugh |
| 2012 | EI8HT               |
| 2020 | Oxymoron            |

### Livealbum
- 2010 - No Frills

### EP'er
- 2020 - These Little Things
- 2022 - Songs from the Shelf (part 1)
- 2023 - Songs from the Shelf (part 2)

### Singler
- I Won't Let the Sun Go Down on Me (1983)
- Wouldn't It Be Good (1984)
- Dancing Girls (1984)
- Human Racing (1984)
- The Riddle (1984)
- Wide Boy (1985)
- Don Quixote (1985)
- When A Heart Beats (1985)
- Nobody Knows (1986)
- Radio Musicola (1986)
- James Cagney (1987)
- One Step Ahead (1988)
- Elizabeth's Eyes (1989)
- Somebody Loves You (1998)
- What Do You Think of It So Far? (1999)
- Wounded (2001)
- The Sky's The Limit (2012)
- You're The Best (2012)